# Крестовский, Игорь Всеволодович
И́горь Все́володович Кресто́вский (23 мая (4 июня) 1893, Варшава, Царство Польское — 20 июня 1976, Ленинград, РСФСР) — русский советский скульптор, мастер ленинградского соцреализма, заслуженный деятель искусств РСФСР (1955).

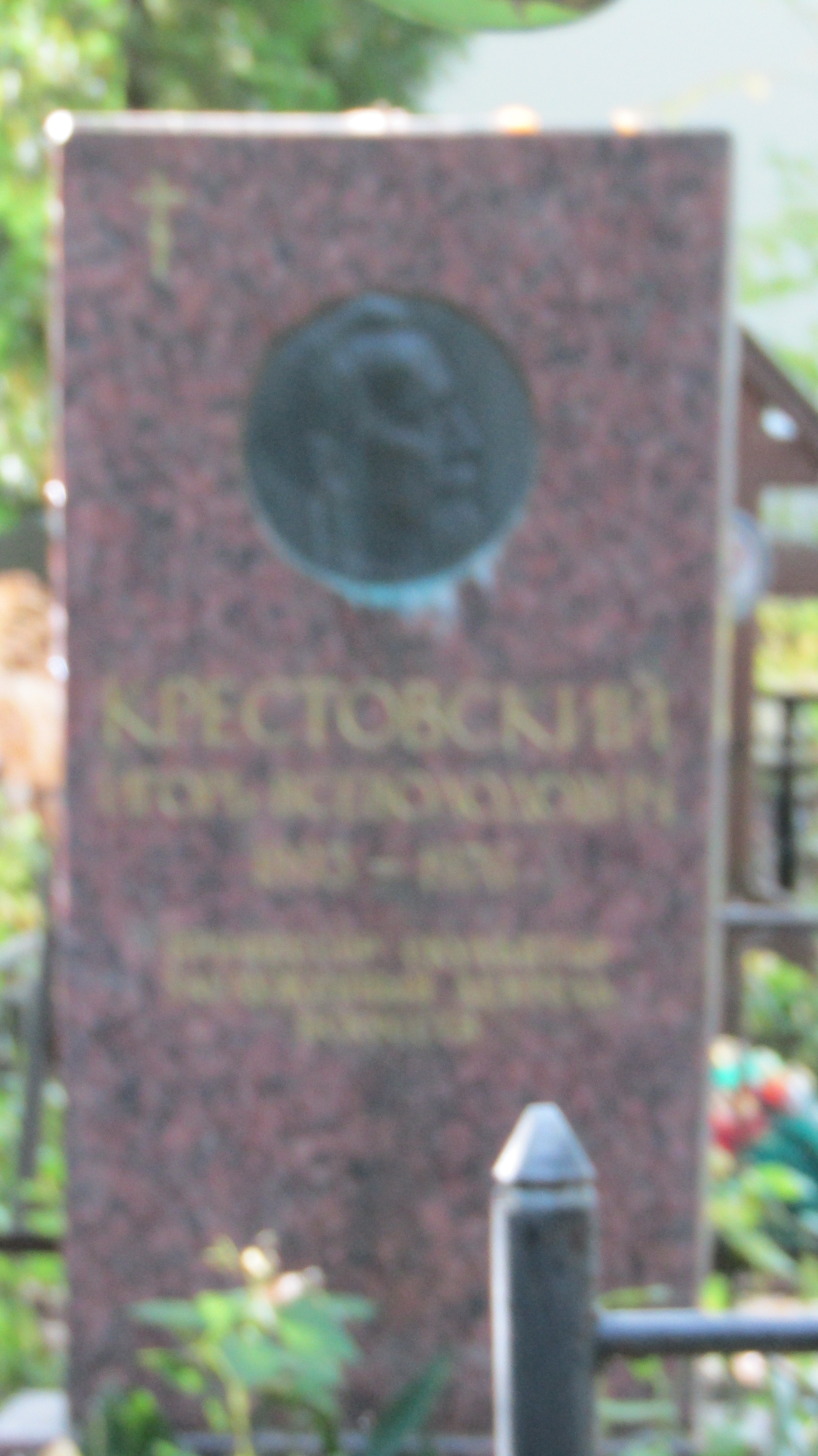
Могила Крестовского И. В. Лахтинское кладбище, Санкт-Петербург.

## Биография
Родился 23 мая (по старому стилю) 1893 года в Варшаве в семье поэта, прозаика и литературного критика Всеволода Владимировича Крестовского (1840—1895).
Закончил Ташкентский кадетский корпус. Учился в Психоневрологическом институте в Петрограде, в 1916 году поступил в Высшее художественное училище при Императорской Академии художеств, который окончил в 1924 году (два года обучался у Гуго Залемана, а на третий год перешёл в мастерскую Всеволода Лишева).
С 1937 по 1940 и с 1948 по 1976 годы преподавал в Ленинградском институте живописи, скульптуры и архитектуры имени И. Е. Репина. Работал также как реставратор, возглавлял работы по защите памятников скульптуры Ленинграда после начала Великой Отечественной войны. После войны участвовал в восстановлении дворцово-паркового ансамбля Петродворца.
Жил вблизи Академии художеств по адресу г. Ленинград, 4-я линия Васильевского острова, д. 17, кв. 26.
Скончался 20 июня 1976 года в Ленинграде; похоронен на Лахтинском кладбище.

## Творчество
Автор портретов, произведений монументально-декоративной скульптуры. Автор памятника учёному-почвоведу В. В. Докучаеву (установлен в городе Пушкине Ленинградской области в 1962 году), бюста хирургу Н. И. Пирогову (установлен в Ленинграде в 1932 году), портрета писателя П. Л. Далецкого (1960) и многих других работ.

## Семья
- Отец — Всеволод Владимирович Крестовский (1840—1895), поэт, прозаик и литературный критик, автор романа «Петербургские трущобы», впервые опубликованного в журнале «Отечественные записки» (1864—1866).
- Мать — Евдокия Степановна Крестовская (Лагода, Петрова)[6][7] (вторая жена В. В. Крестовского)
- Братья и сёстры:
  - Василий Всеволодович Крестовский (1889—1914), художник[6]
  - Владимир Всеволодович Крестовский (1888—1969), врач, организатор здравоохранения[6]
  - Мария Всеволодовна Крестовская (1862—1910), писательница (дочь В. В. Крестовского от первого брака[6]).
  - Ольга Всеволодовна Крестовская (1891—1976), писательница с литературным псевдонимом «Ольга Йорк»[6][7]
- Жена — Мария Викентиевна (1892—1982)
- Дети
  - Ярослав Игоревич Крестовский (1925—2004), живописец.
  - Святослав Игоревич Крестовский
  - Олег Игоревич Крестовский (р. 06.07.1927[8]), гидролог